# Peter Utaka
Peter Maduabuchi Utaka (Enugu, Enugu, 12 de febrero de 1984) es un futbolista nigeriano. Juega de delantero y su equipo es el Ventforet Kofu de la J2 League de Japón. También tiene un hermano llamado John Utaka que es futbolista.

## Trayectoria
Utaka fue a Croacia a los 16 años para jugar como juvenil en Dinamo Zagreb. En 2003, fue a Bélgica desde el Dinamo y firmó para jugar en el Maasmechelen. Después, el KVC Westerlo lo contrató para la siguiente temporada.
Él se unió al Royal Antwerp F. C. en enero de 2007 donde se hizo "first team regular", y ayudó al Antwerp clasificar a los playoff, terminando en segundo lugar. En el 30 de agosto de 2008, se anunció que Utaka se unirá al club danés Odense BK.
En su primera temporada en el Odense BK, fue el cuarto goleador, mientras que él fue el máximo anotador en su segunda temporada. Terminó con 18 goles en 33 partidos, la primera vez en 5 años que un jugador del Odense fue el máximo goleador en la liga (el anterior fue Steffen Højer en la temporada 2004-05 con 20 goles).
En 2012, él se fue al club de la Super Liga China Dalian Aerbin F.C. y luego el 9 de julio de 2013 fue transferido al Beijing Guoan de la misma liga.

## Selección nacional
El 21 de septiembre de 2009 fue convocado por el entrenador nacional Shaibu Amodu. Hizo su debut cinco meses después en el 5–2 contra la RD del Congo en marzo de 2010, a pesar de solo recibir su llamada después de que la NFF llamó a su madre para buscarlo. Anotó el primer gol del partido.

## Clubes
| Club                           | País      | Año       |
| ------------------------------ | --------- | --------- |
| Maasmechelen                   | Bélgica   | 2002-2004 |
| K. V. C. Westerlo              | Bélgica   | 2004-2006 |
| Royal Antwerp F. C.            | Bélgica   | 2006-2008 |
| Odense BK                      | Dinamarca | 2008-2012 |
| Dalian Aerbin                  | China     | 2012-2013 |
| Beijing Guoan                  | China     | 2013-2014 |
| Shanghai Shenxin (préstamo)    | China     | 2014      |
| Shimizu S-Pulse                | Japón     | 2015-2016 |
| Sanfrecce Hiroshima (préstamo) | Japón     | 2016      |
| Sanfrecce Hiroshima            | Japón     | 2017      |
| F. C. Tokyo (préstamo)         | Japón     | 2017      |
| Vejle Boldklub                 | Dinamarca | 2018      |
| Tokushima Vortis               | Japón     | 2018      |
| Ventforet Kofu                 | Japón     | 2019      |
| Kyoto Sanga                    | Japón     | 2020-2022 |
| Ventforet Kofu                 | Japón     | 2023-     |

## Palmarés

### Títulos nacionales
| Título             | Club                | País  | Año  |
| ------------------ | ------------------- | ----- | ---- |
| Supercopa de Japón | Sanfrecce Hiroshima | Japón | 2016 |